# Corsearder Stone
Der Corsearder Stone (auch Corsedardar oder Dardanus Stone) ist ein vor 1842 am Corsedardar Hill, nördlich von Finzean in den Grampian Mountains in Aberdeenshire in Schottland ausgegrabener Stein aus rötlichem Granit.
Der etwa 1,5 m hohe, 0,8 m breite und 0,2 m dicke Stein (eventuell die Deckenplatte einer Steinkiste) wurde gespalten. Die beiden Hälften wurden in Beton gesetzt und durch drei Eisenbänder zusammengefügt.
Der im Glauben, dass er das Grab einer bedeutenden Person markiert, errichtete Stein stammt vom oberen Bereich des Hügels und steht jetzt auf der Nordostseite der Straße B 976.
Die Überlieferung besagt, dass der Stein die Stelle markiert, an der ein, als piktischer König nicht überlieferter, Dardanas getötet wurde.
In der Nähe befindet sich ein Megalithic chambered Long Cairn.